# 大戈滕
格罗森戈滕是德国图林根州的一个市镇。总面积19.26平方公里，总人口2250人，其中男性1116人，女性1134人（2011年12月31日），人口密度117人/平方公里。